# Джардінелло
Джардінелло (італ. Giardinello, сиц. Jardineddu) — муніципалітет в Італії, у регіоні Сицилія,  метрополійне місто Палермо.
Джардінелло розташоване на відстані близько 430 км на південь від Рима, 19 км на захід від Палермо.
Населення — 2333 особи (2014).
Щорічний фестиваль відбувається 10 серпня. Покровитель — Santissimo Crocifisso.

## Демографія
Населення за роками:

Станом на 1 січня 2023 року в муніципалітеті офіційно проживало 35 іноземців з 2 країн, серед них 34 громадяни країн Євросоюзу.

## Сусідні муніципалітети
- Борджетто
- Карині
- Монреале
- Монтелепре
- Партініко